# Catedral de Nuestra Señora de la Asunción (Yakarta)
La catedral de Nuestra Señora de la Asunción (en indonesio: Gereja Santa Maria Pelindung Diangkat Ke Surga; en neerlandés: De Kerk van Onze Lieve Vrouwe ten Hemelopneming), conocida simplemente como catedral de Yakarta (Katedral Jakarta y Kathedraal van Jakarta) es una catedral católica ubicada en Yakarta, y constituye la principal iglesia de esa arquidiócesis metropolitana. Culminada en 1901, cuando lo que hoy es Indonesia hacía parte de las Indias Orientales Neerlandesas, la catedral, de dos agujas, fue construida en estilo neogótico con planos diseñados por Antonius Dijkmans. Su costo (1891) fue de ƒ 628.000.
La catedral existente hoy en día es la sucesora de dos iglesias anteriores; la primera de ellas, inauguada en 1810, fue destruida por un incendio en 1826, siendo reemplazada por otra, que fue derribada en 1890 para dar paso a la actual. En la noche de Navidad del 2000, la catedral fue víctima de un atentado con una bomba. 